# Pfarrkirche Treffen

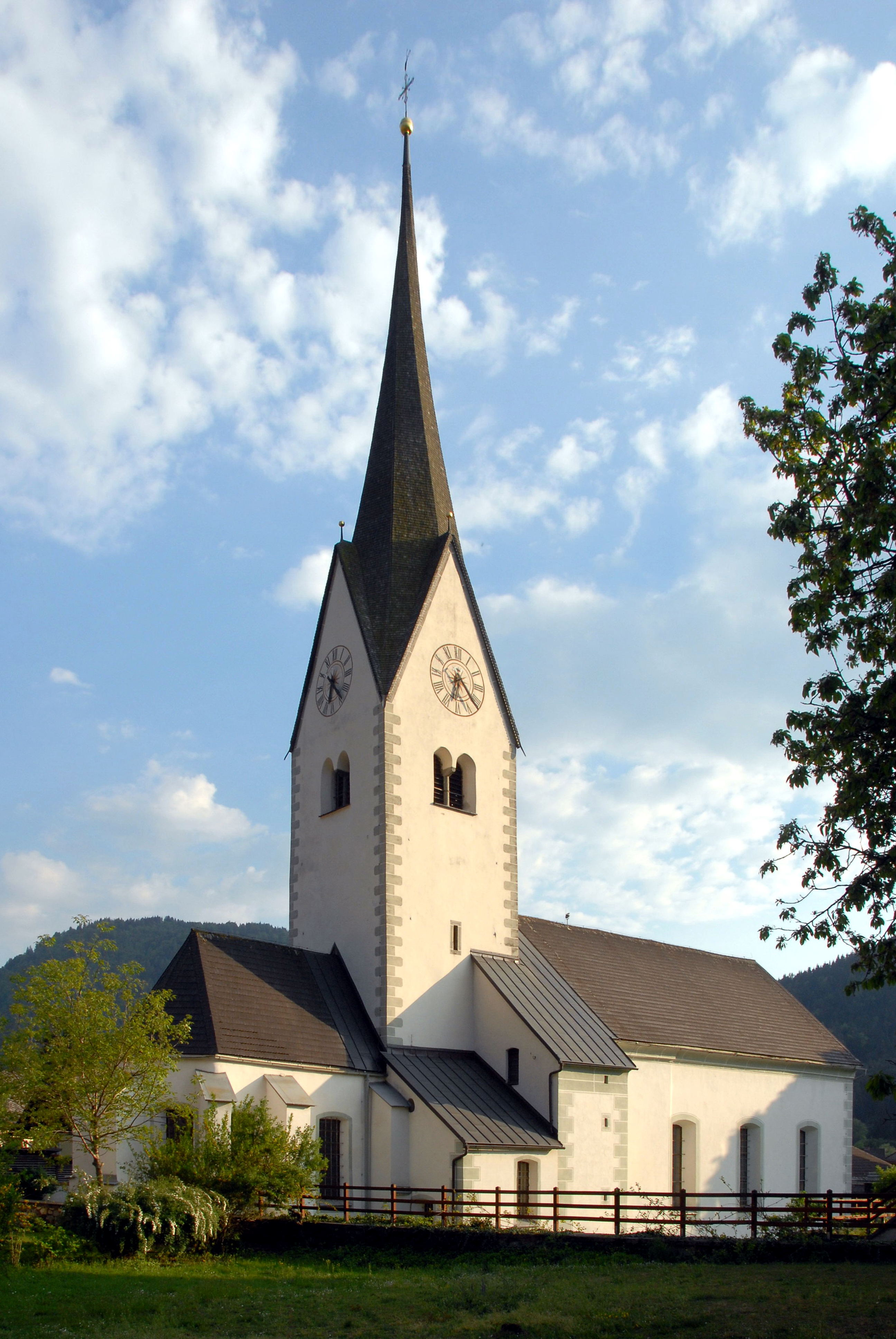

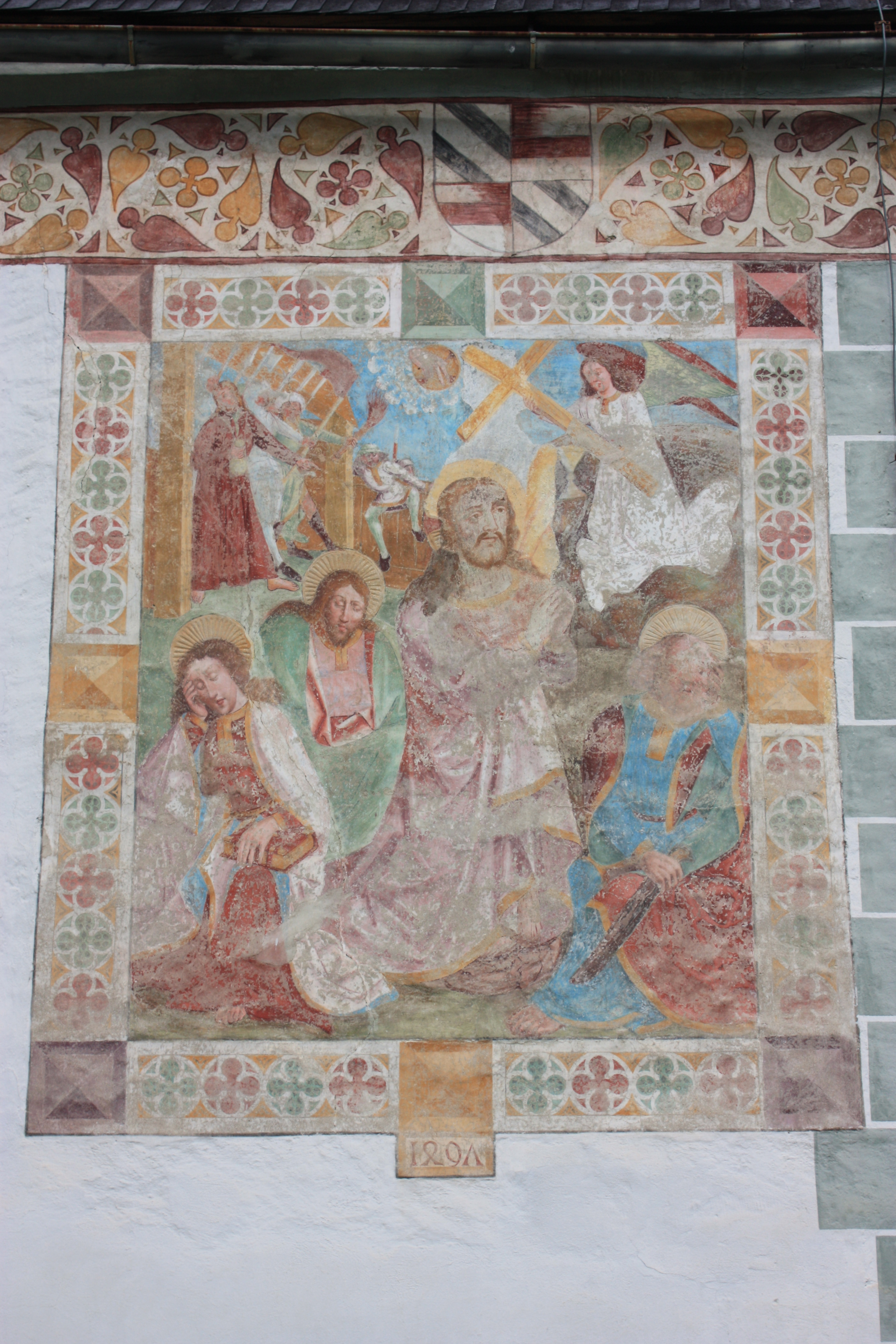
Christus am Ölberg

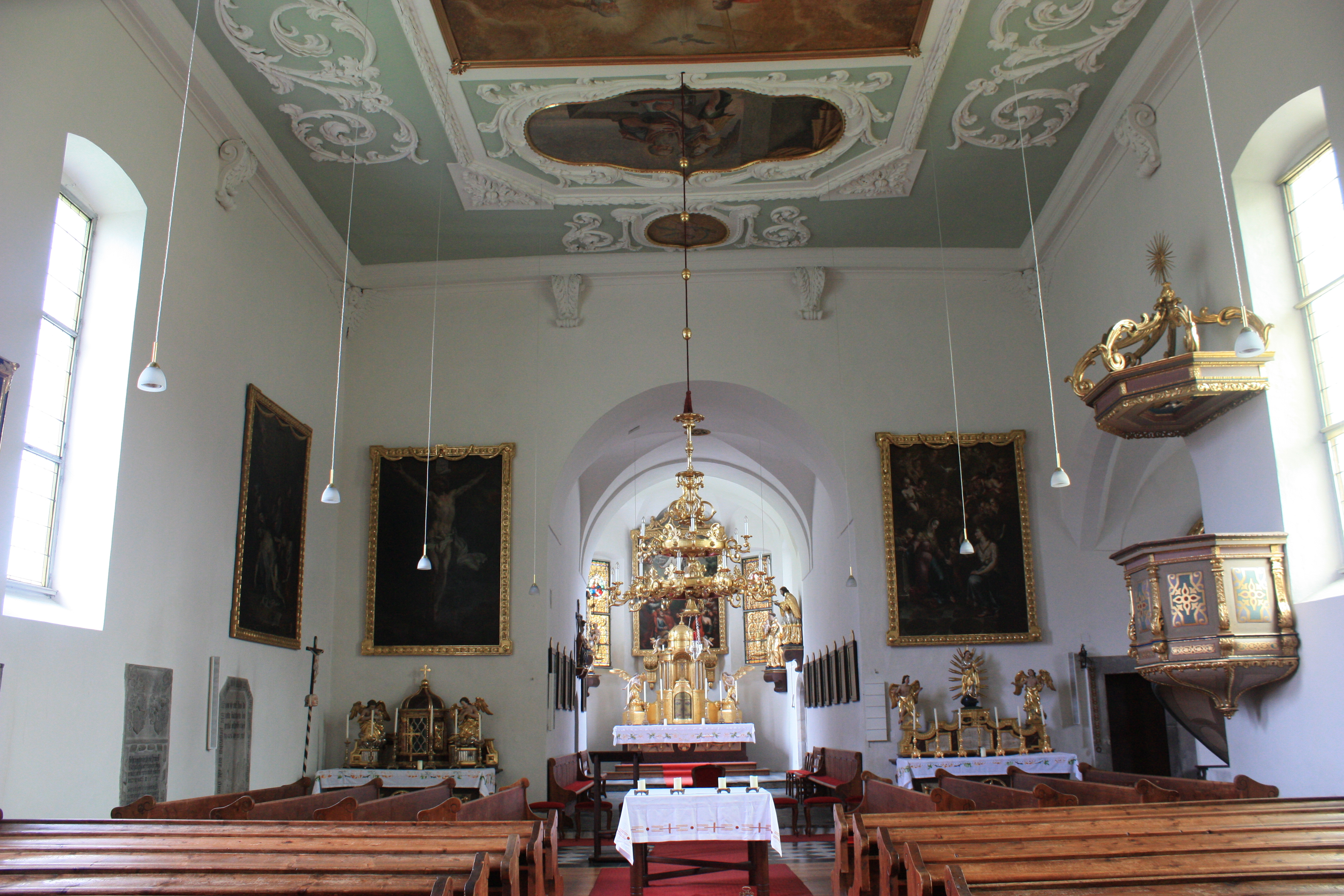
Innenansicht

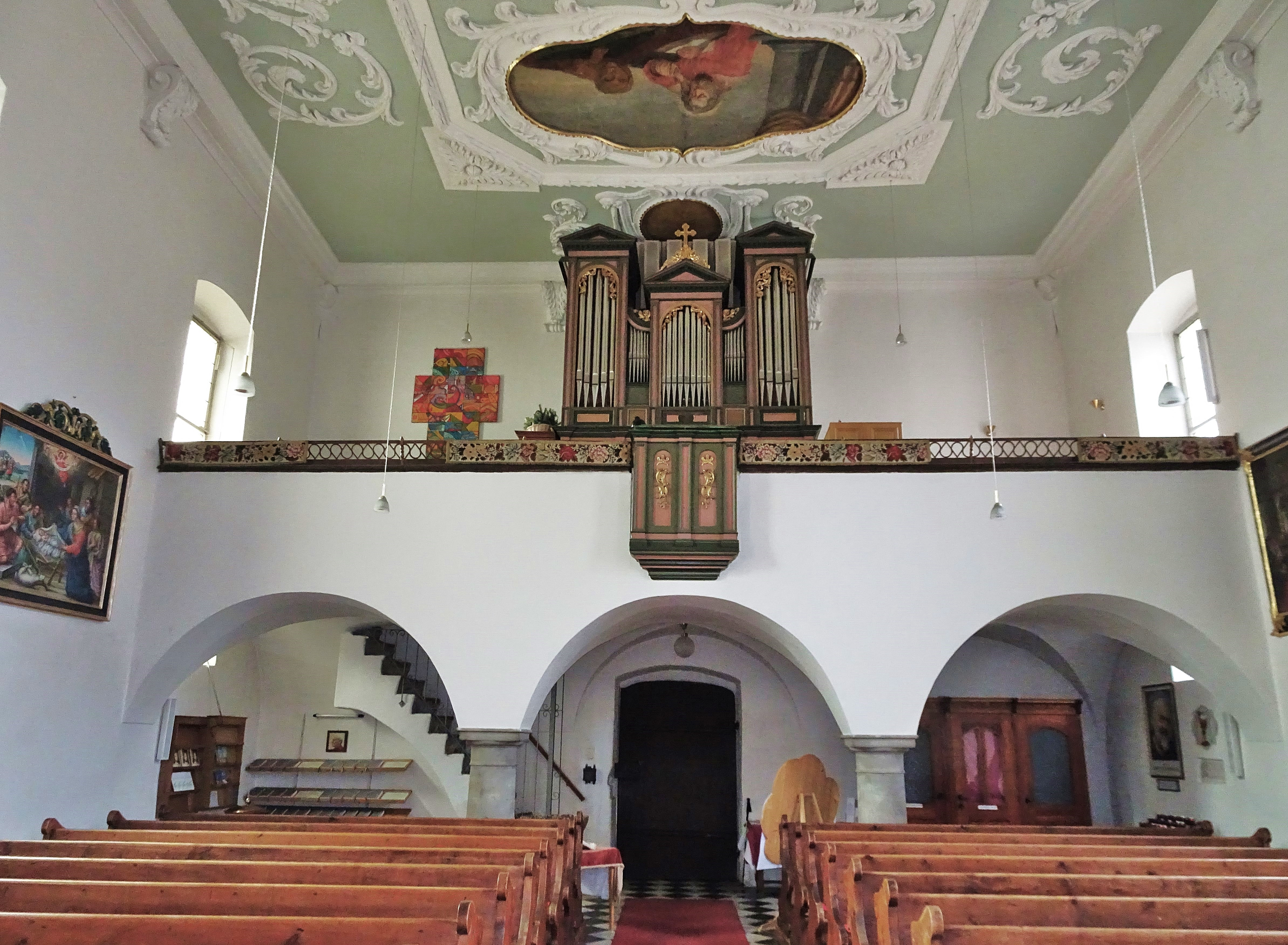
Innenansicht, Blick gegen die Orgelempore

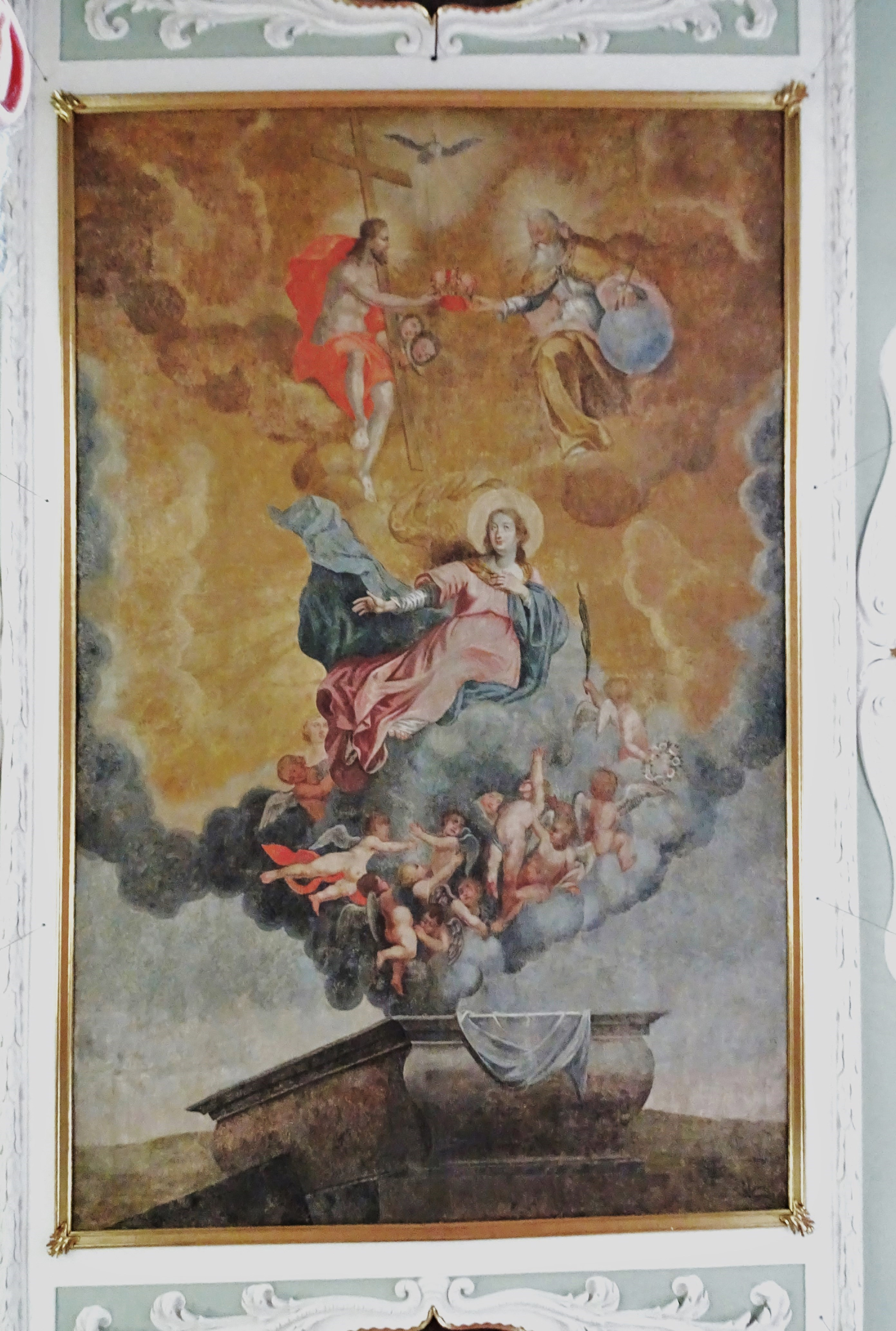
Das Deckengemälde zeigt die Aufnahme Mariens in den Himmel

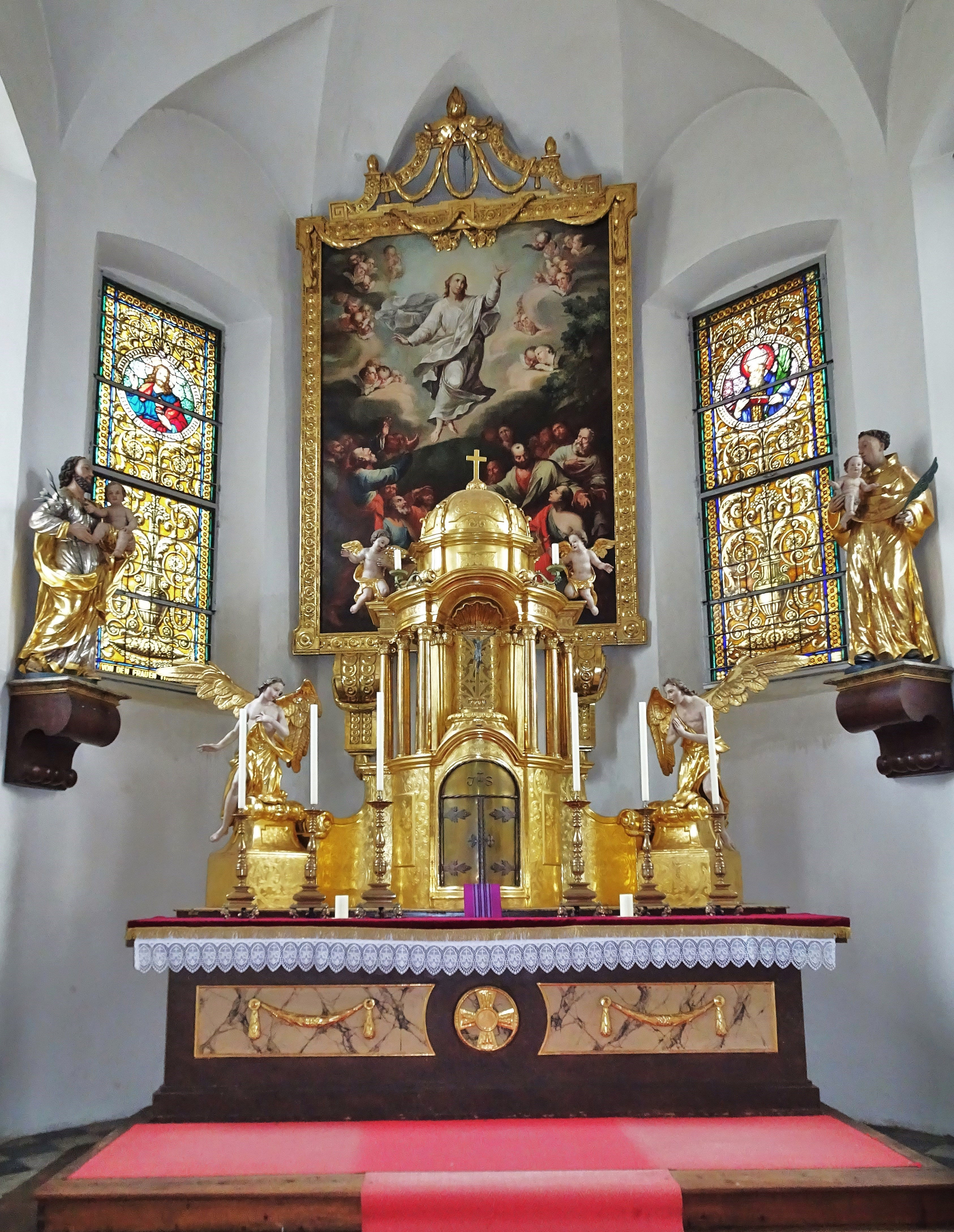
Der Hochaltar

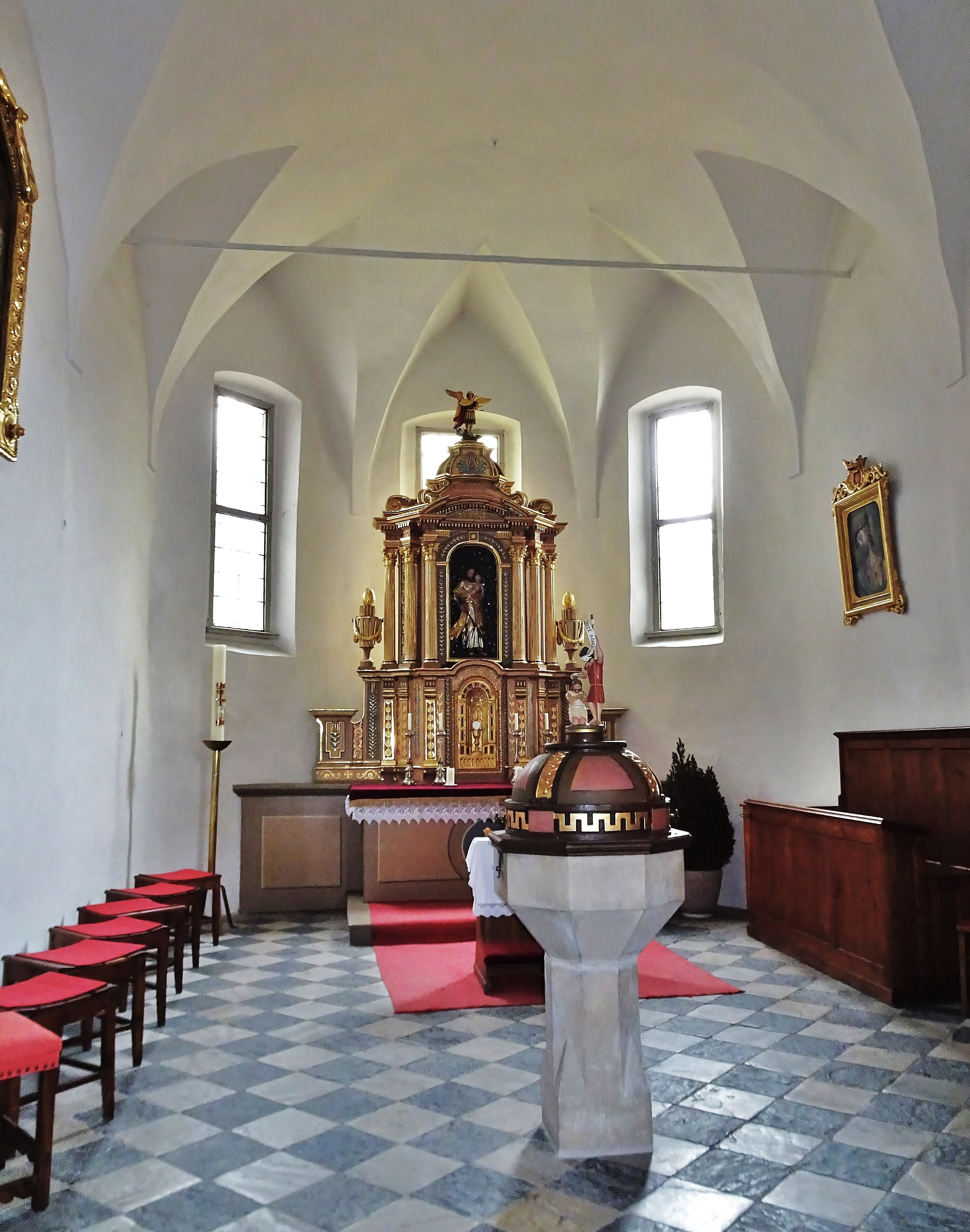
Blick in die Michaelskapelle

Die Pfarrkirche Treffen in Treffen am Ossiacher See ist dem heiligen Maximilian geweiht.

## Lage
Nur der älteste Teil der Kirche, die heutige Michaels-Kapelle, ist nach dem Sonnenaufgang ausgerichtet. Da im Osten des Ortes Treffen die Kanzel, ein Teilberg der Gerlitzen, hoch aufragt, geht die Sonne weit im Süden auf. Deshalb ist die Michaels-Kapelle nach Süd-Süd-Ost ausgerichtet. Eine weitere Besonderheit der Kirche ist die Lage nahe dem Pöllinger Bach. Dieser ehemalige Wildbach ist mehrmals über die Ufer getreten.
Daher wurde ein neues Kirchenschiff nahezu im rechten Winkel an die Michaels-Kapelle angebaut, damit bei Hochwasser der Eingangsbereich der Kirche durch das Gebäude selbst geschützt wird. Materialablagerungen nach Überschwemmungen sind auch der Grund, dass die Kirche etwas tiefer liegt als die Umgebung und die Vorhalle der Kirche ein bis zwei Stufen abwärts betreten wird.

## Geschichte
Eine Kirche in Treffen wurde zwischen 878 und 906 zum ersten Mal als Eigenkirche des Stiftes Ötting urkundlich erwähnt. 1007 gelangte Treffen in den Besitz von König Heinrich II.
Die ältesten Teile der jetzigen Kirche, die Langhausmauern und das Turmfundament stammen aus dem dritten Drittel des 12. Jahrhunderts. Mitte des 13. Jahrhunderts wurde der Turm erhöht und das Langhaus erweitert.
In den Jahren 1348 und 1690 wurde die Kirche durch Erdbeben schwer beschädigt. Daher wurde 1694 im Langhaus statt des eingestürzten gotischen Gewölbes eine Flachdecke eingezogen, sodass ein Weltgerichtsfresko, das an der Turmwand angebracht ist, vom Kirchenschiff aus nicht mehr zu sehen ist.
1812 wurde das Kircheninnere im neoklassizistischen Stil umgestaltet. Der Friedhof um die Kirche wurde 1905 aufgelassen und an den östlichen Ortsrand verlegt. Am Kirchhof ist noch das bemerkenswerte Grabmal von Mathias Kleinszig vorhanden.

## Bauwerk
Der fünfgeschoßige Kirchturm steht nordseitig zwischen Chor und Langhaus. Er besitzt rundbogige Doppelschallfenster und ist mit einem gotischen Spitzhelm bekrönt. Nördlich des Turmes befinden sich eine ehemalige Sakristei und ein Treppenhaus, das in den Turm führt. Der zweijochige Chor mit 5/8-Schluss aus dem 15. Jahrhundert wird von gestuften Strebepfeilern gestützt.
Im Süden ist die spätgotische Michaels-Kapelle mit Schulterbogenportal angebaut, darunter ist eine Unterkapelle, die am Karfreitag als heiliges Grab genützt wird. Östlich der Kapelle befindet sich eine barocke Sakristei.
Das gotische profilierte, halbkreisförmige Westportal vom Anfang des 15. Jahrhunderts wird von einer offenen Vorhalle geschützt. In dieser ist ein römerzeitliches Kassettendeckenbruchstück aufgestellt. Weitere römische Spolien wie ein Attisrelief, Dienerdarstellungen und Flechtbandornamente sind an der Außenwand eingemauert. Weiters sind Gedenksteine für Guido Zernatto und Rudolf Kattnigg angebracht.
Das mit 1637 bezeichnete, an der südlichen Langhauswand angebrachte Christophorusfresko wurde durch den Ausbruch eines Fensters teilweise zerstört.
Das Fresko an der Michaels-Kapelle ist mit 1497 bezeichnet und wurde wahrscheinlich von der Werkstätte des Thomas von Villach geschaffen. Das gotische Fresko zeigt Jesus auf dem Ölberg. Nach dem Erdbeben von 1690 wurde der Christuskopf bei einer Restaurierung barock übermalt. Über der Ölbergdarstellung verläuft ein gemalter Fries mit Fischblasenornamentik, Wappen und einer „Keutschacherrübe“.
Ein runder schmaler Triumphbogen trennt das vierjochige Langschiff von Turmquadrat mit Gurtbogen und Kreuzgratgewölbe. In der Nordwand des Turmquadrates führt ein Spitzbogenportal mit frühbarocker Schmiedeeisentür in die alte Sakristei. Über dem Chor erstreckt sich ein kreuzgratiges Stichkappengewölbe. Die dreiachsige Westempore ist mit einem Kreuzgratgewölbe unterwölbt. Die einjochige Michaels-Kapelle mit 5/8-Schluss hat ein gratiges Stichkappengewölbe.
Auf der Flachdecke des Langhauses zeigt ein um 1700 geschaffenes Mittelbild die Himmelfahrt und die Krönung Mariens. Um dieses Gemälde herum sind in Medaillons die vier Evangelisten dargestellt.

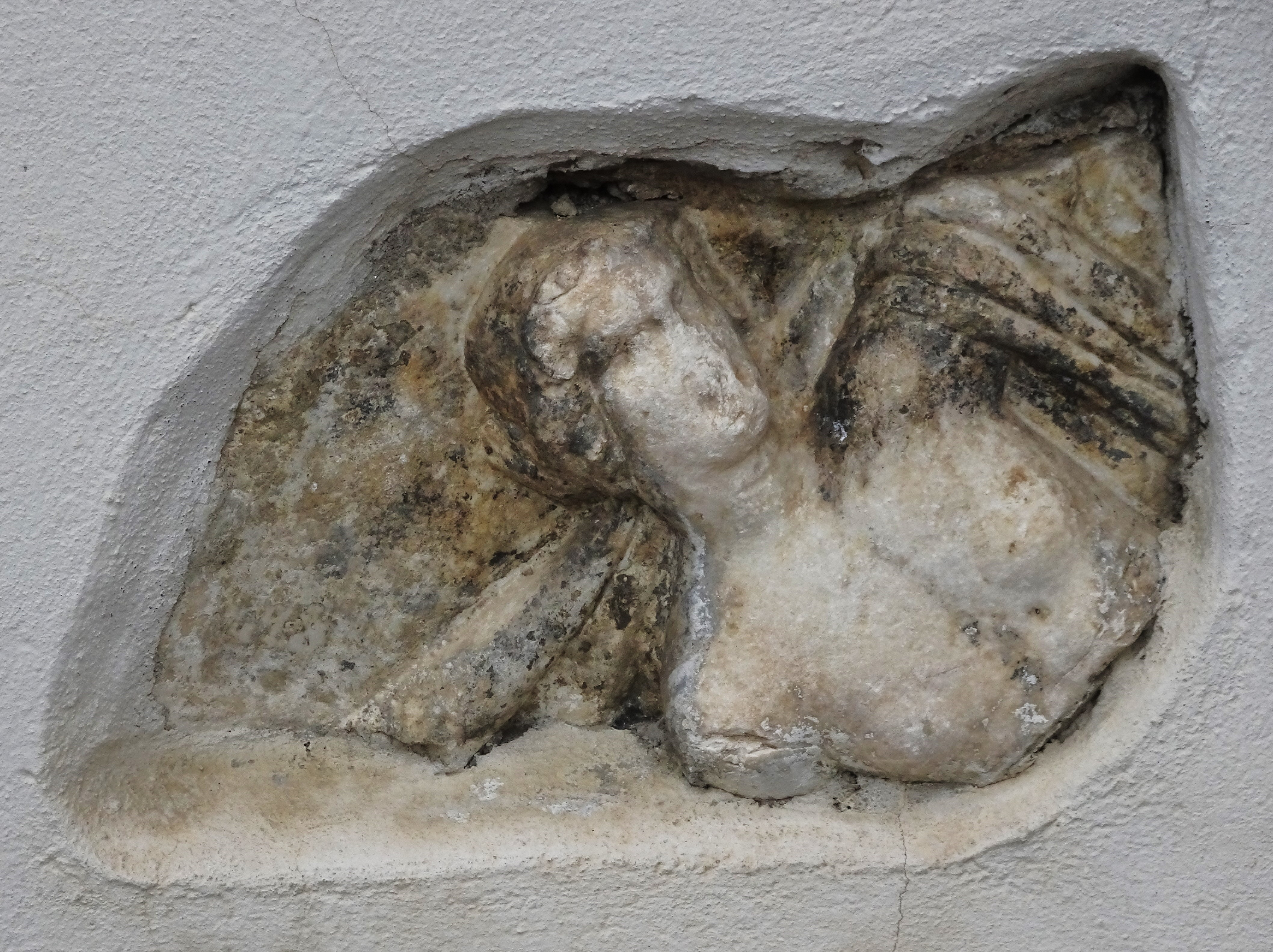
Römerstein in der Außenwand
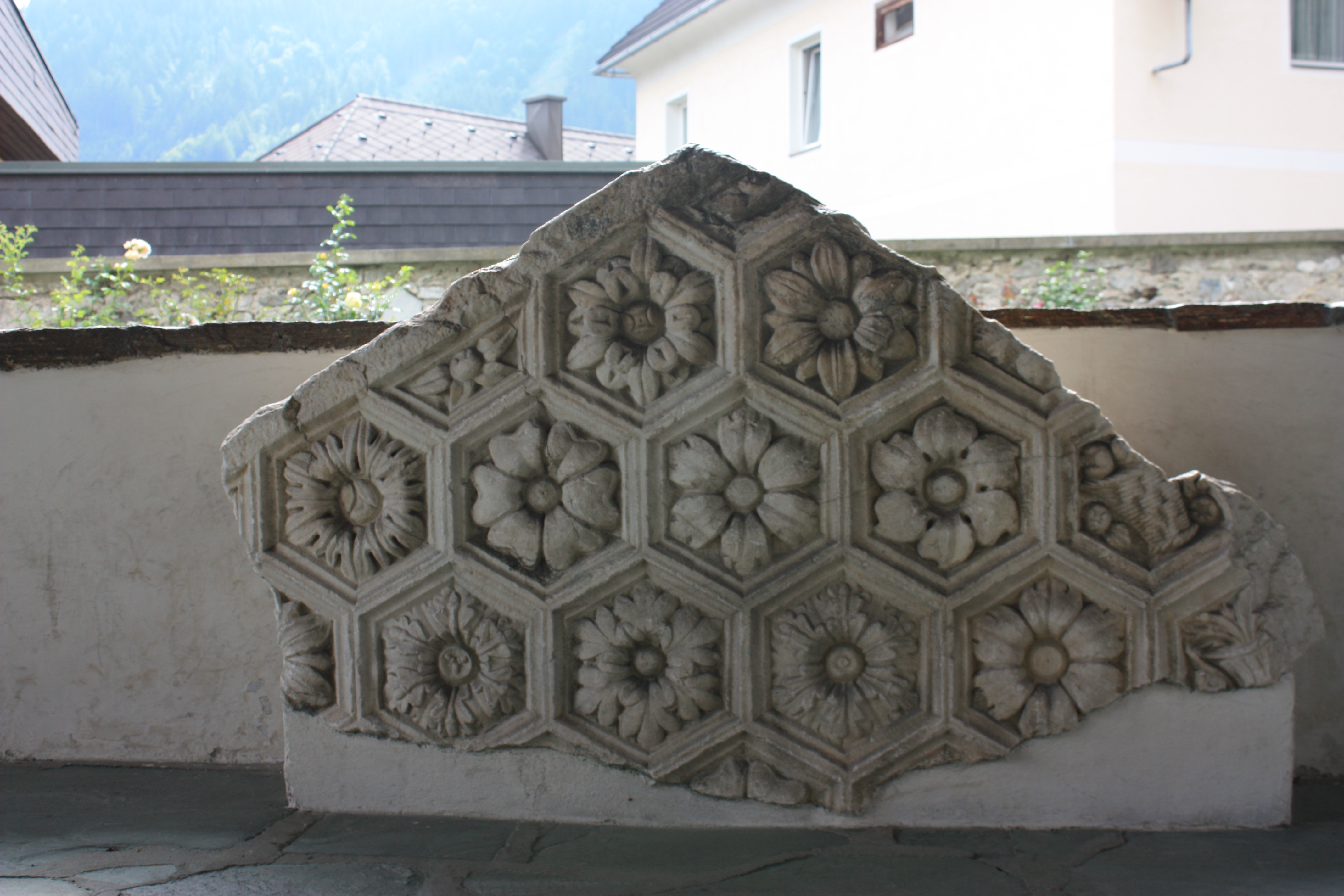
Rest einer römischen Kassettendecke

## Einrichtung
Der Hochaltar und die Seitenaltäre wurden bei der Kirchenumgestaltung 1812 aufgestellt. Von einem ehemaligen spätbarocken Hochaltar stammen der Tabernakel des Hochaltars, sowie die Konsolenfiguren der Heiligen Nepomuk, Josef, Antonius und Maximilian. Im Chorschluss über dem Hochaltar ist eine spätbarocke Darstellung der Himmelfahrt Christi von Joseph Anton Cusetti angebracht.
Über dem rechten Seitenaltar hängt die Darstellung der Verkündigung Mariens von Cusetti. Auf dem Altar stehen eine kleine geschnitzte Marienstatue im Strahlenkranz auf einer Weltkugel mit Schlange sowie zwei Engel.
Das Gemälde über dem linken Seitenaltar zeigt Christus am Kreuz.
Der klassizistische Josefsaltar in der Michaels-Kapelle wurde in der ersten Hälfte des 19. Jahrhunderts geschaffen. Er wird von einer Figur des Erzengels Michael gekrönt. Von der klassizistischen Abdeckung des gotischen Taufsteines, der hier steht, wurde 1966 die Taufgruppe Jesus und Johannes der Täufer gestohlen.
Das große, vergoldete Kruzifix wurde Anfang des 19. Jahrhunderts, die später zum Teil veränderte Kanzel um 1700 angefertigt.
Die Kirche verfügt über mehrere spätbarocke Ölgemälde mit frühklassizistischer Rahmung.
Maler dieser Bilder sind:
- Johann Bertl: Pieta
- Max Steiner: Die Todesnot Christi
- Stephan Kessler: Die Fußwaschung und Jesus der Kinderfreund
- Joseph Anton Cusetti: Himmelfahrt Christi, Verkündigung der Geburt an Maria und heiliger Maximilian.

Die Pfarrkirche besitzt eine Weihnachtskrippe mit Puppenfiguren von Elli Riehl.

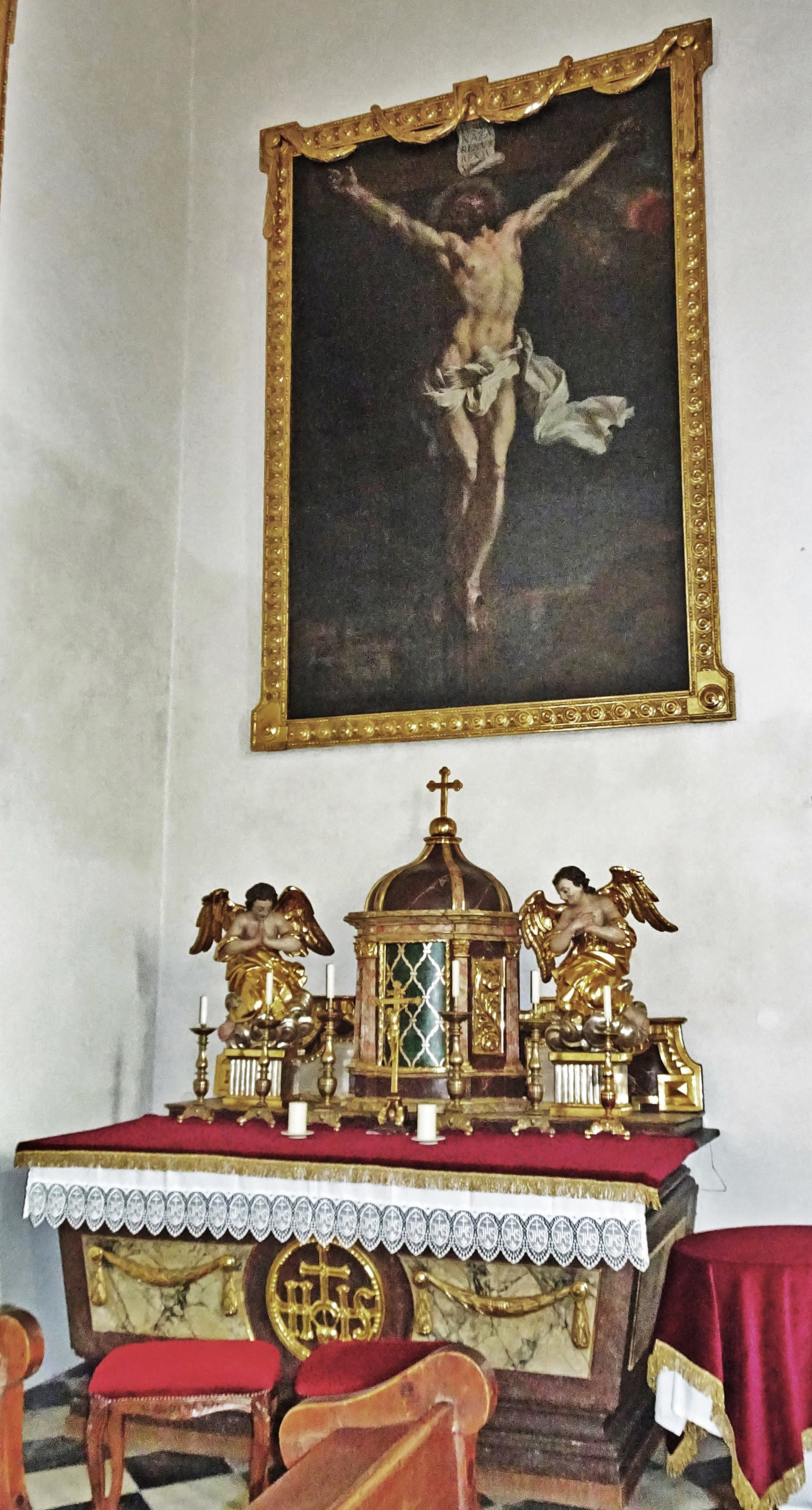
Der linke Seitenaltar
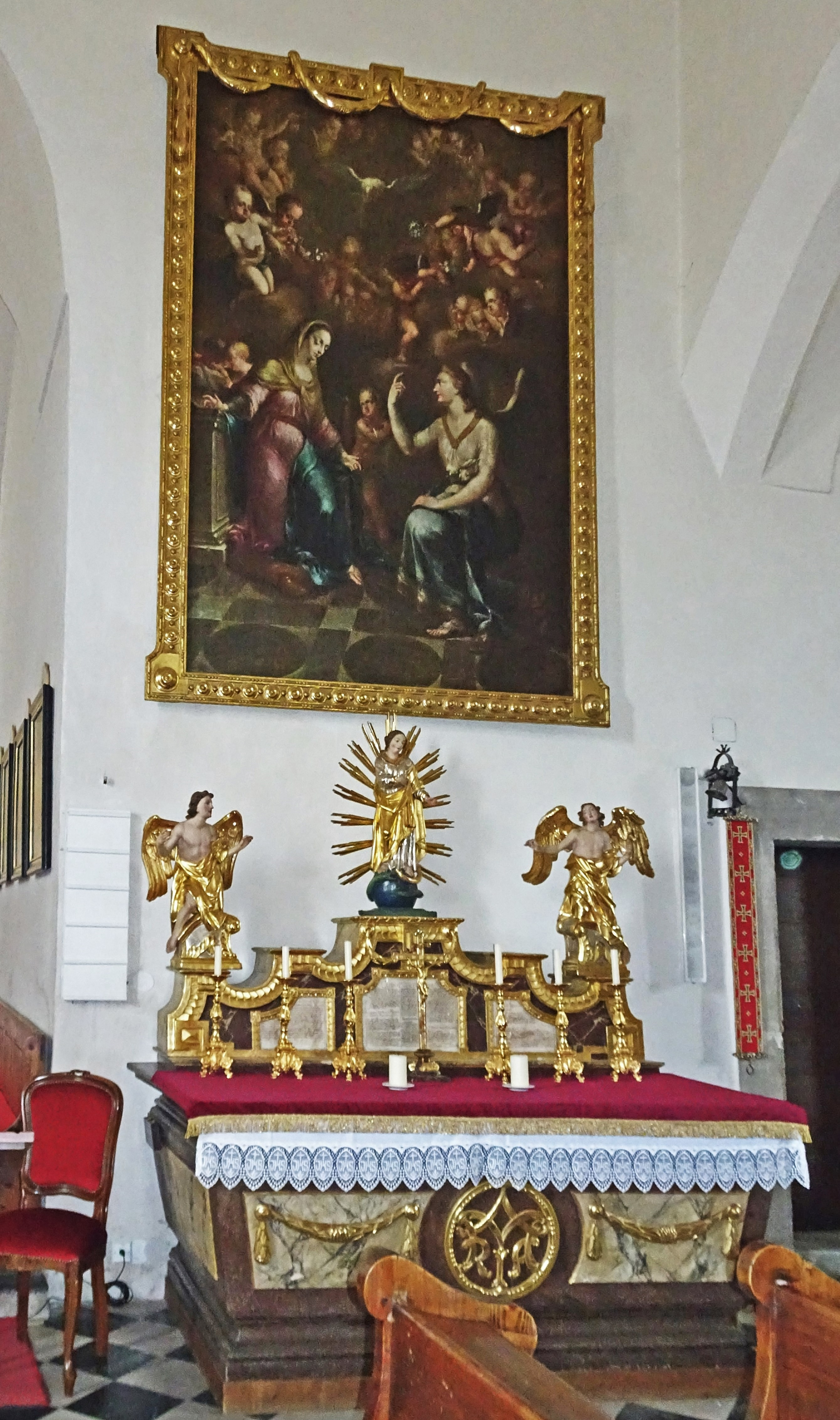
Der rechte Seitenaltar
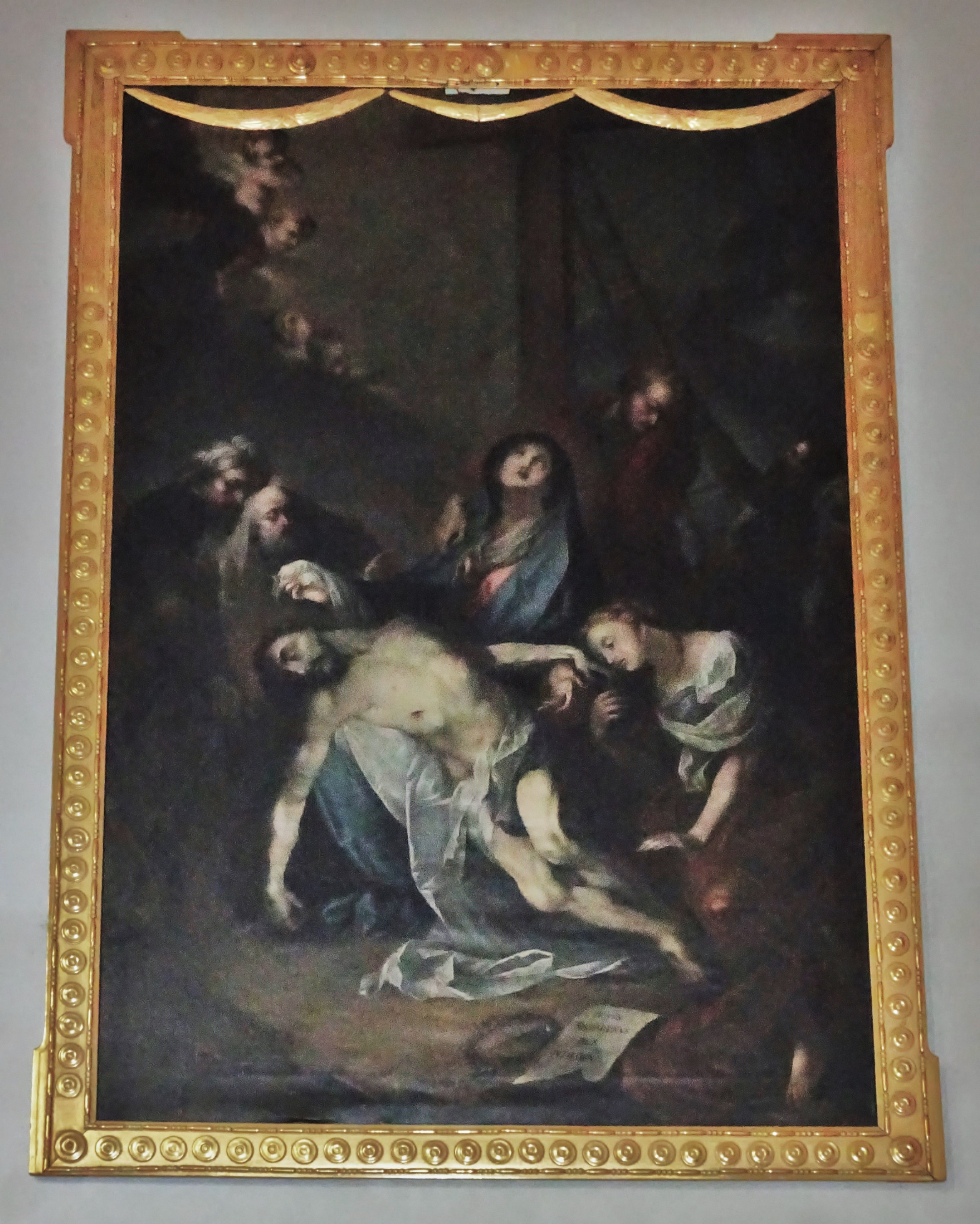
Spätbarocke Darstellung einer Pietà
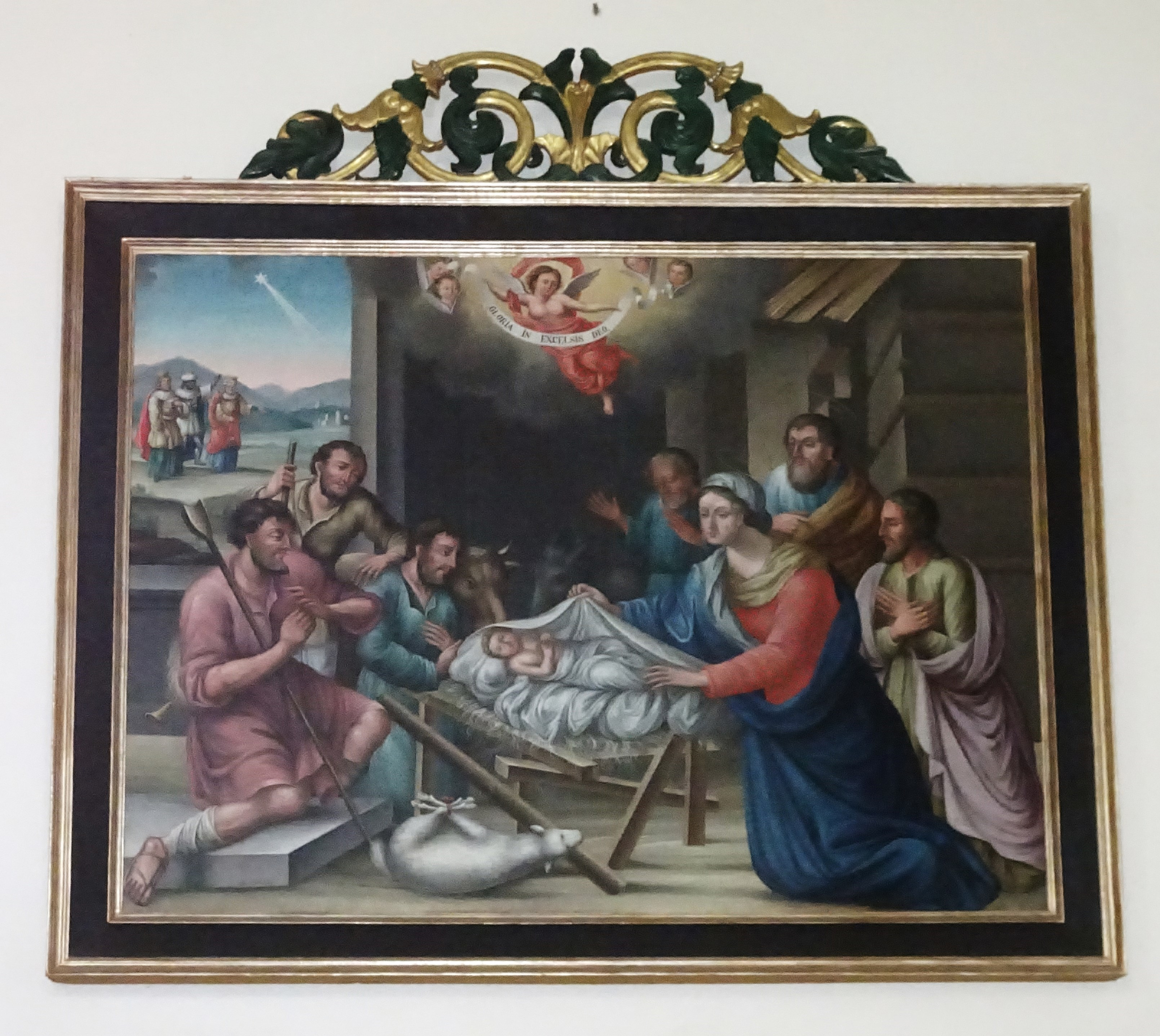
Ölgemälde:Anbetung der Hirten
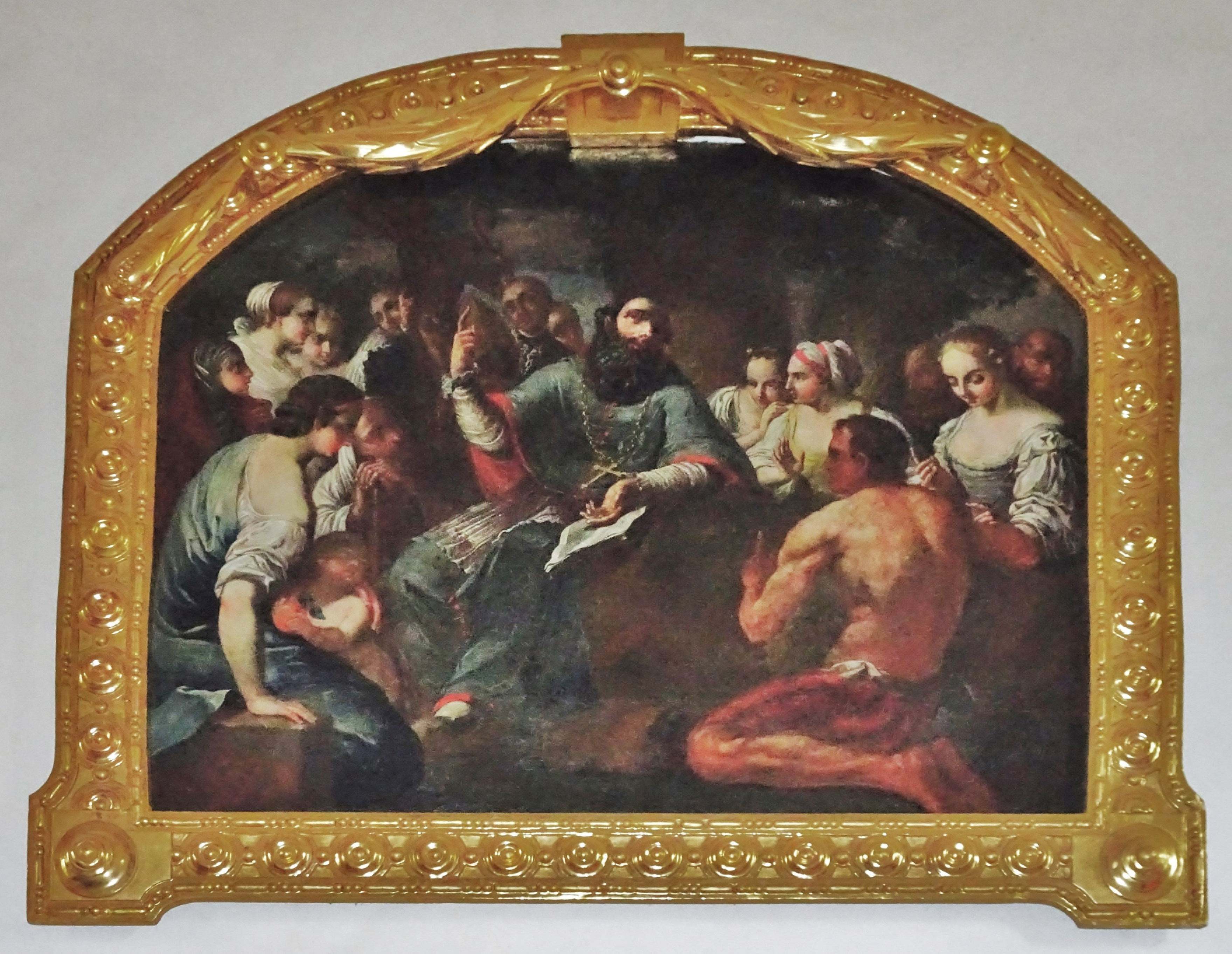
Der hl. Maximilian, Gemälde von J. A. Cusetti